# Гибель мадам Леман
«Гибель мадам Леман» (фр. L'ordre et la sécurité du monde — Мировой порядок и безопасность) — франко-американский триллер 1978 года режиссёра
Клода д’Анна.
Кинотеатральная премьера фильма состоялась во Франции 30 августа 1978 года.
В СССР фильм был дублирован на киностудии «Союзмультфильм» в 1979 году и выпущен в прокат в августе 1980 года.

## Сюжет
Журналист Лукас Рихтер едет в Цюрих на таинственное конспирологическое  задание. При этом он не знает, что его используют для давления на конкурирующую корпорацию. В купе экспресса он случайно меняется паспортами с блондинкой мадам Элен Леман, покинувшей Париж после расставания со своим женихом. Ту по приезде отказываются селить в гостинице по чужим документам. Элен понимает, что произошло и отправляется в путешествие по городу в поисках Рихтера. Это неожиданно приводит к разгару международных интриг, связанных с противостоянием двух могущественных держав.

## В ролях
- Бруно Кремер — Лукас Рихтер
- Дональд Плезенс — Ротко
- Лора Дешанель — Элен Леман
- Деннис Хоппер — Медфорд
- Джозеф Коттен — Фостер Джонсон
- Габриэле Ферцетти — Херцог
- Мишель Буке — Мюллер
- Пьер Сантини — Кауффер
- Анри Серр — Массонье
- Баарон — Н’Гами

## Критика
Лоран Дельма (Radio France) посчитал его фальшивым шпионским политическим фильмом, который при этом полон желания играть с жанрами, а также рассказать невероятную историю любви.
Тележурнал Télé-Loisirs оценил «Гибель мадам Леман» на три балла, посчитав фильм «оригинальным и амбициозным триллером с прекрасно контролируемым саспенсом и великолепным исполнением».
Télé Star похвалил игру Кремера, в остальном негативно оценив происходящее на экране.